# Clive Pullen
Clive Pullen (ur. 18 października 1994) – jamajski lekkoatleta specjalizujący się w trójskoku i skoku w dal.
Wielokrotny medalista CARIFTA Games. W 2010 zdobył brąz w skoku w dal podczas mistrzostw Ameryki Środkowej i Karaibów juniorów. Rok później startował na mistrzostwach świata kadetów w Lille Metropole, na których uplasował się na 9. miejscu. Złoty medalista mistrzostw Ameryki Środkowej i Karaibów juniorów z 2012. Wystąpił na światowym czempionacie juniorów w Barcelonie, na którym zajął 9. miejsce w konkursie trójskoku.
Stawał na najwyższym stopniu podium mistrzostw NCAA.

## Osiągnięcia
| Rok  | Impreza                                           | Konkurencja     | Miejsce    | Lokata            | Wynik (m) |
| ---- | ------------------------------------------------- | --------------- | ---------- | ----------------- | --------- |
| 2010 | CARIFTA Games                                     | George Town     | skok w dal | 1. miejsce        | 6,72      |
| 2010 | Mistrzostwa Ameryki Środkowej i Karaibów juniorów | Santo Domingo   | skok w dal | 3. miejsce        | 6,74      |
| 2011 | CARIFTA Games                                     | Montego Bay     | skok w dal | 2. miejsce        | 7,15      |
| 2011 | Mistrzostwa świata juniorów młodszych             | Lille Metropole | skok w dal | 9. miejsce        | 7,19      |
| 2012 | Mistrzostwa Ameryki Środkowej i Karaibów juniorów | San Salvador    | skok w dal | 1. miejsce        | 7,20      |
| 2012 | Mistrzostwa Ameryki Środkowej i Karaibów juniorów | San Salvador    | trójskok   | 4. miejsce        | 15,65     |
| 2012 | Mistrzostwa świata juniorów                       | Barcelona       | trójskok   | 9. miejsce        | 15,79     |
| 2013 | CARIFTA Games                                     | Nassau          | skok w dal | 2. miejsce        | 7,38w     |
| 2013 | CARIFTA Games                                     | Nassau          | trójskok   | 1. miejsce        | 15,44     |
| 2016 | Igrzyska olimpijskie                              | Rio de Janeiro  | trójskok   | el. – 33. miejsce | 16,08     |
| 2017 | Mistrzostwa świata                                | Londyn          | trójskok   | el. – 30. miejsce | 15,61     |
| 2018 | Halowe mistrzostwa świata                         | Birmingham      | trójskok   | 13. miejsce       | 16,13     |

## Rekordy życiowe
- Skok w dal – 7,57 (2013) / 7,68w (2013)
- Trójskok (stadion) – 16,90 (2016)
- Trójskok (hala) – 17,19 (2017) rekord Jamajki